# Ferrade

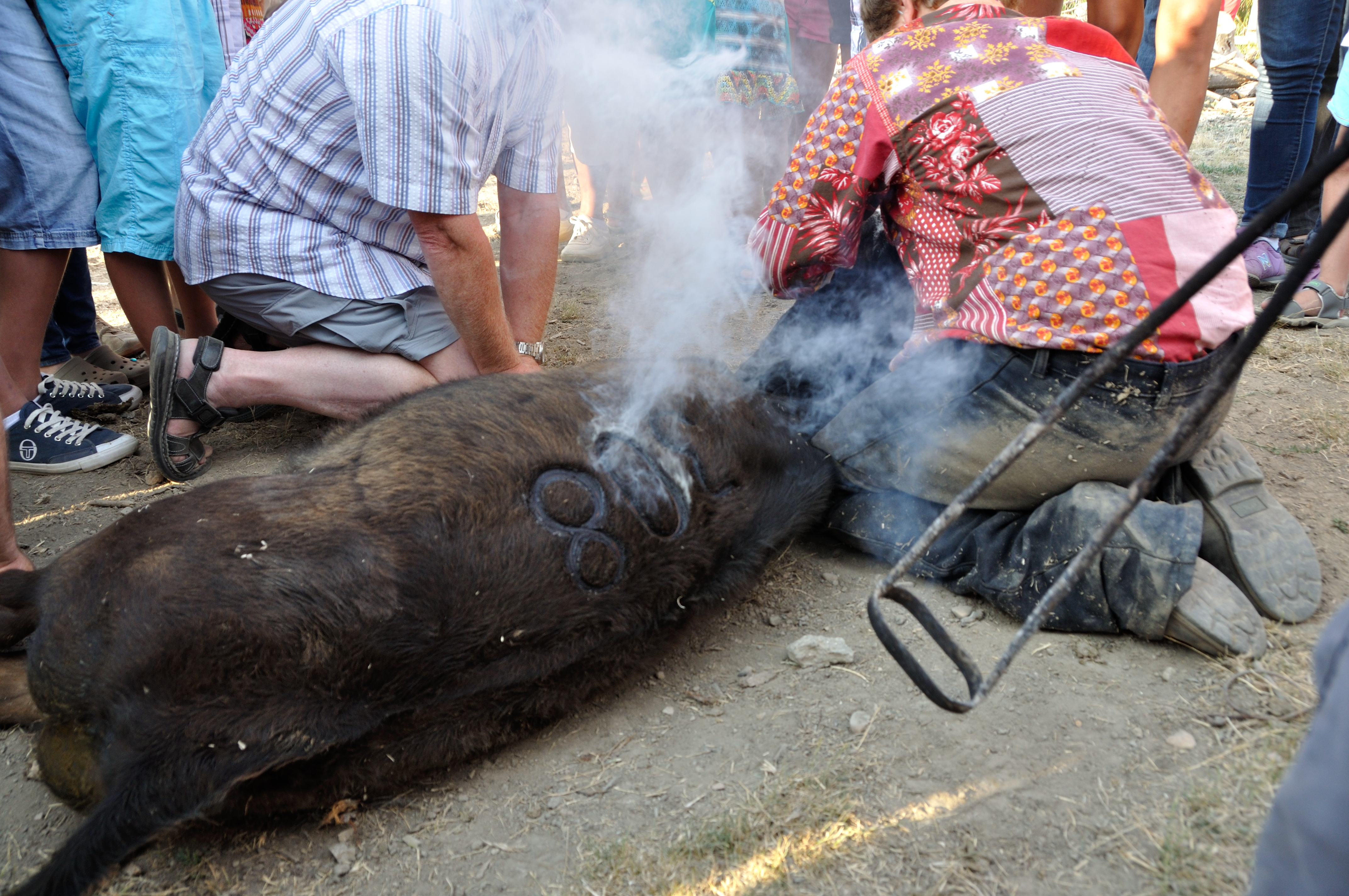
Ferrade a una jove vedella de la Camarga

La ferrade (del francès, «ferrada») és l'acció de marcatge a ferro roent dels bous o dels cavalls, especialment a la Camarga i a la Petita Camarga.
L'objectiu és marcar les bèsties joves d'un any amb un ferro calent per tal de juntar-les a un manado (ramat). Aquest marcatge es realitza a finals de primavera. A més dels seus gardians (guardià), el ramader convida els seus amics durant l'esdeveniment, que és ocasió d'una festa. Després de separar els animals de les seves mares, es porten al galopa cap al lloc del marcatge. Mentre que els convidats immobilitzen a l'animal, un guadià marca a l'animal, fent uns talls a les orelles (escoussuré) i marcant-los amb un ferro roent a la cuixa (ferrade) amb la marca del seu propietari.

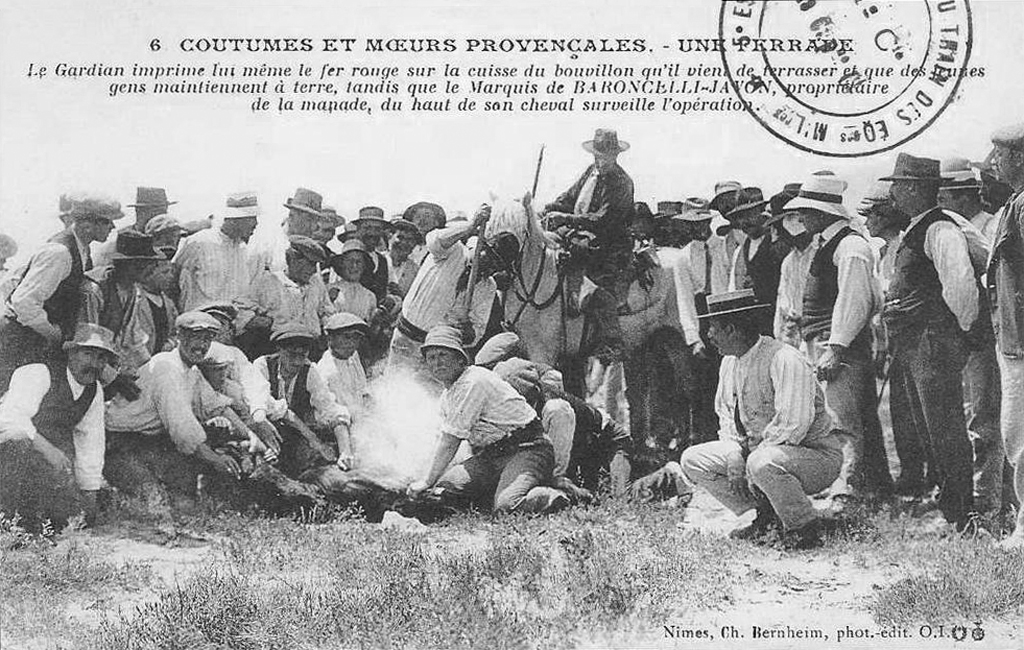
Ferrade a les Saintes-Maries-de-la-Mer
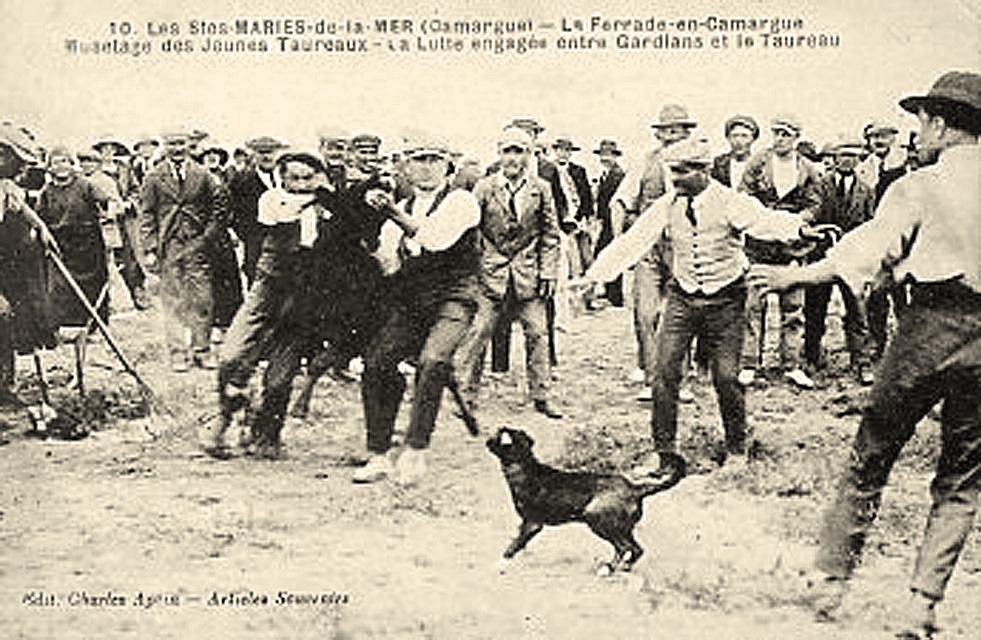
Agafament del bou
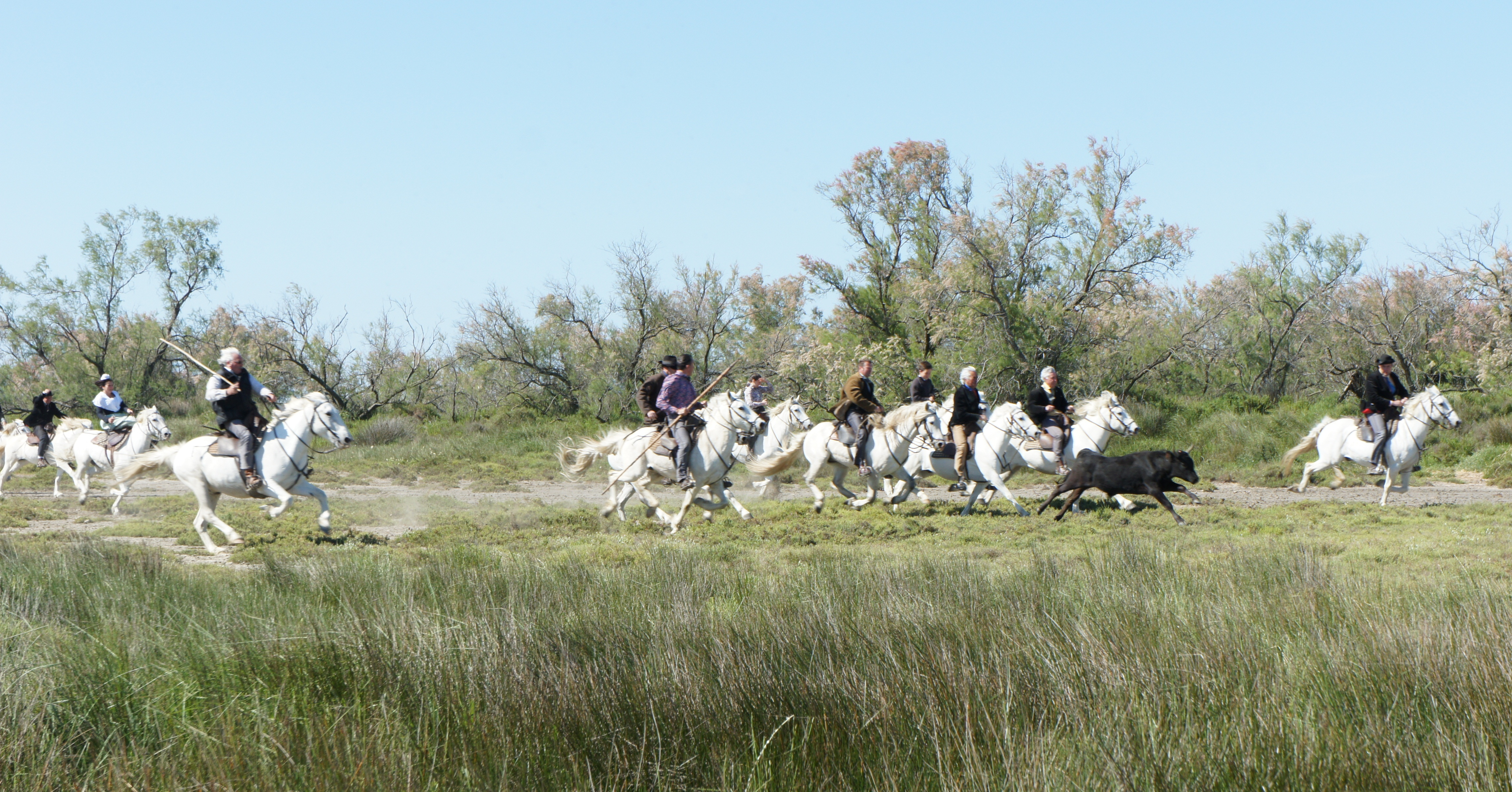
Ferrade al Mas de l'Amarée
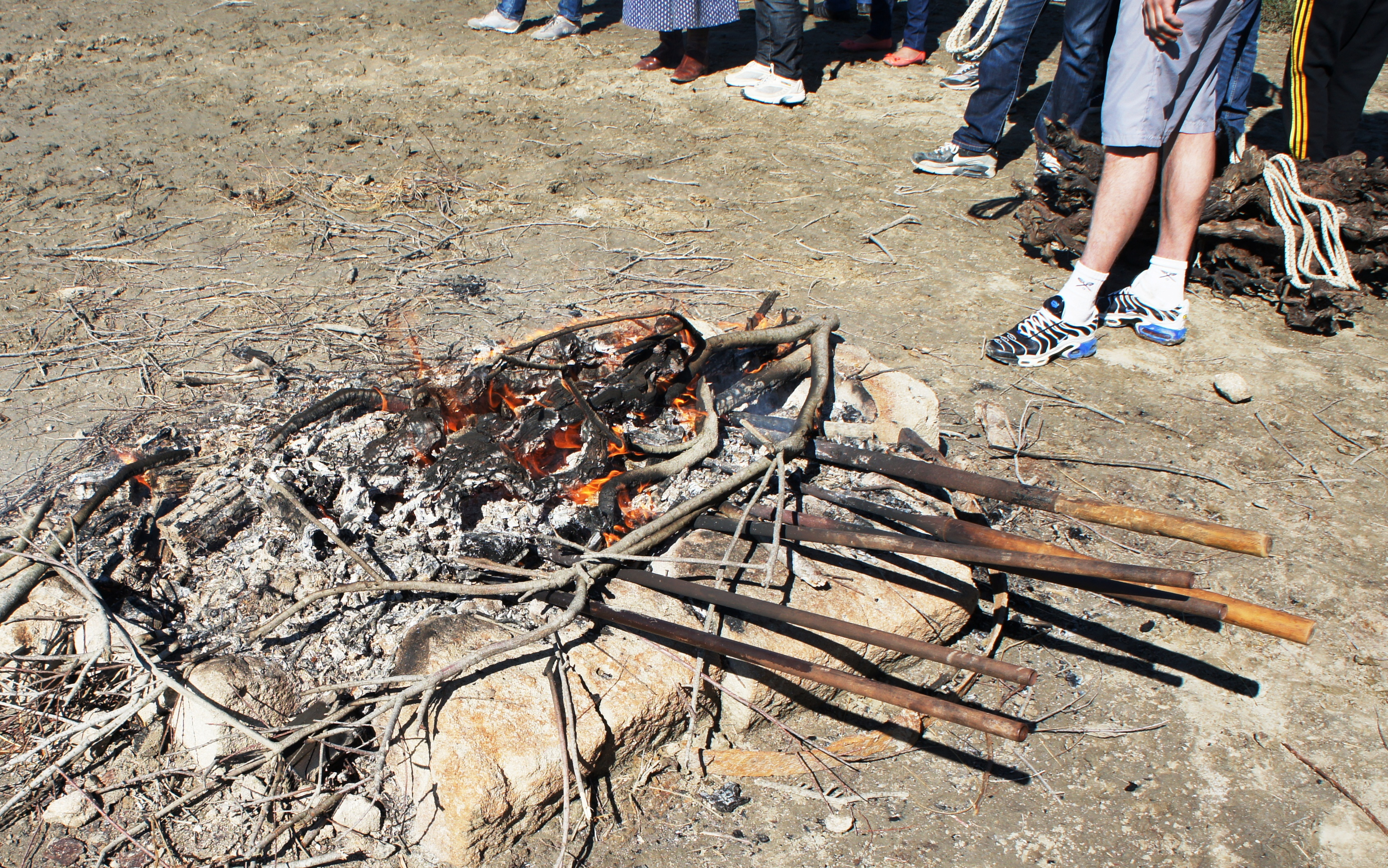
Foc per escalfar el ferro